# アンブロワーズ・トマ
シャルル＝ルイ＝アンブロワーズ・トマ（Charles Louis Ambroise Thomas, 1811年8月5日 メス - 1896年2月12日）はフランスのオペラ作曲家。
代表作は「君よ知るや南の国 Connais-tu le pays」を含む『ミニョン Mignon』（1866年）と『ハムレット Hamlet』（1868年）。そのほか約20曲のオペラ作品や室内楽曲、合唱曲などがある。

## 生涯
フランス東部のメスに生まれ、生家は今でも現存する。幼児期より音楽家で弦楽器奏者であった父親にピアノやヴァイオリンの演奏法を学ぶ。12歳の時（1823年）に父親と死別した後、母と兄と共にパリへ移り住み、1828年にパリ音楽院に入学。ジャン＝フランソワ・ル・シュールに師事して作曲法を学び、ピアノをピエール・ジメルマンや、音楽院外でフリードリヒ・カルクブレンナーに師事する。
1832年にカンタータ『エルマンとケティ Hermann et Ketty』によってローマ大賞を受賞。3年間ローマに留学してドミニク・アングルの知遇を得る。留学後はオペラ界に進出し、1837年に初演されたオペラ・コミック『二重梯子 La double échelle』が成功を収め、オペラ＝コミック座で115回上演されたと伝えられる。1841年に『カルマニョーラ伯爵 Le comte de Carmagnola』が初演されて以降は、主にオペラ＝コミック座で多くの作品を生み出し、名声を博す。さらに1850年の『夏の夜の夢 Le songe d'une nuit d'été』では成功したと同時にトマの名を盤石のものにしている。
1856年以降は、母校パリ音楽院で教鞭を執ることになり、作曲科の教授に就任する。母校ではジュール・マスネらを育成した。教授職としての活動や社会活動も同時に行っていたため、オペラの作曲も次第に遠ざかっていく。1860年の『エルヴィーラの物語 Le roman d'Elvire』では、高い評価を得られず逆に冷淡な評価を受けたため、6年間はオペラの作曲を止めて、主に合唱曲や宗教曲などを中心に過ごしていった。
1866年に『ミニョン』を発表し初演されると、瞬く間に成功を収め、再び名声を獲得した。また1868年に悲劇ともいえるオペラ『ハムレット』も生み出し、こちらも大きな成功を収めている。1894年5月には『ミニョン』の上演回数が1000回に達し、同年にはレジオンドヌール勲章の最高位にあたるグラン・クロワを作曲家としてはじめて受章している。
1871年にはダニエル＝フランソワ＝エスプリ・オベールの後任として同音楽院の院長に就任し、亡くなるまでその地位にあった。1896年の2月12日に84歳で没する。
作曲家として当時ジュゼッペ・ヴェルディに匹敵する成功を収めたトマは19世紀フランスオペラ界の重要人物であり、その音楽の最良のものは、簡潔で美しい旋律と効果的な性格描写をもち、エクトル・ベルリオーズ、シャルル・グノー、ジョルジュ・ビゼー、マスネらの称賛を受けている。音楽院の院長としては改革に力を注ぎ教育の水準を上げるが、それでも体制は保守的で、トマ自身も新しい世代の作曲家に親和的ではなかった。エマニュエル・シャブリエは「音楽には三種類ある。良い音楽と悪い音楽、それとアンブロワーズ・トマの音楽だ」という言葉を残している。

## 作品

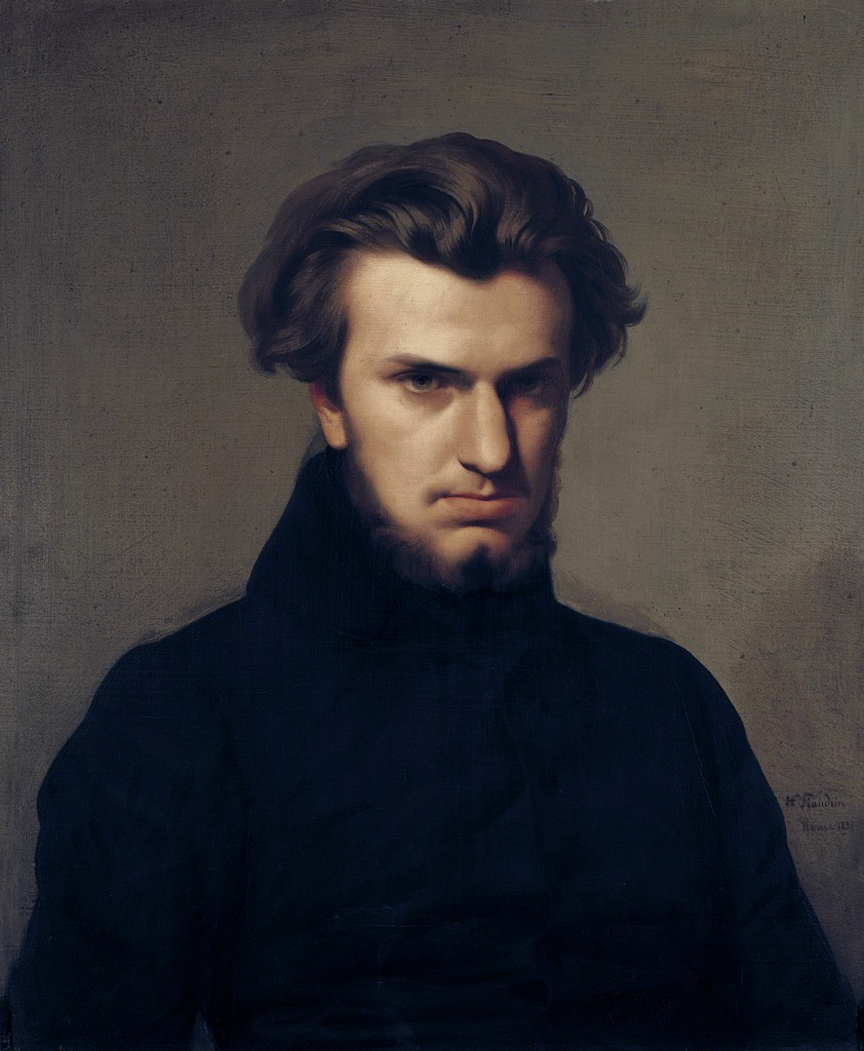
ローマ留学当時のアンブロワーズ・トマ。ジャン＝イポリット・フランドラン画、1834年

その生涯に20作のオペラを作曲している。現在『ミニョン』や『ハムレット』が知られているが、『レーモン』の序曲も知られる。

### オペラ
詳細はアンブロワーズ・トマのオペラ作品リスト（英語版）を参照
- 『二重梯子』（La double échelle,1837） - 最初のオペラ作品
- 『カルマニョーラ伯爵』（Le comte de Carmagnola,1841）
- 『ル・カイド（英語版）』（Le caïd,1849）
- 『夏の夜の夢（英語版）』（Le songe d'une nuit d'été,1850）
- 『レーモン』（Raymond,1851）
- 『セリメーヌの法廷（英語版）』（La cour de Célimène,1855） - 2幕のオペラ・コミック
- 『プシュケ』（Psyché,1857） - 3幕のオペラ・コミック
- 『ミニョン』（Mignon,1866） - 3幕のオペラ・コミック
- 『ハムレット』（Hamlet,1868） - 5幕のオペラ
- 『リミニのフランソワーズ（英語版）（フランチェスカ・ダ・リミニ）』（Françoise de Rimini,1882）

### その他
- カンタータ『エルマンとケティ』（Hermann et Ketty,1832）
- バレエ音楽『ジプシー』（La gipsy,1839） - 共作、第2幕のみトマ作曲
- ポルカ ト短調（ピアノ曲,1846頃）
- ミサ・ソレムニス（1852）
- バレエ音楽『テンペスト』（La tempête,1889）
- 弦楽四重奏曲 ホ長調 作品1（1833）

## 参考資料
- Robinson, Philip 浅井香織訳 (1996). “トマ，(シャルル・ルイ・)アンブロワーズ”. ニューグローヴ世界音楽大事典. 11. 柴田南雄, 遠山一行 総監修. 音楽之友社. pp. 541-542
- 『レコード芸術』（2011年5月より抜粋）